# Lun'okite
La lun'okite è un minerale descritto per la prima volta nel 1983 in base ad una scoperta avvenuta nei pressi del fiume Lun'ok che scorre nella penisola di Kola, estremità nord-occidentale della Federazione Russa. Il nome è stato assegnato in riferimento alla località di ritrovamento.
La composizione chimica della lun'okite è analoga a quella dell'overite con il manganese (Mn2+) in sostituzione del calcio.

## Morfologia
La lun'okite è stata scoperta sotto forma di aggregati radiali di dimensione fino a un millimetro.

## Origine e giacitura
La lun'okite è stata trovata nelle fratture della pegmatite granitica e come incrostazione sui noduli di mitridatite. È associata a eosphorite, laueite e kingsmountite.